# Gerard Herman
Gerard Herman (Gent, 1989) is een Belgisch kunstenaar die grafisch werk, installaties, animatiefilms en geluidscomposities maakt, die in zijn werk tegelijkertijd worden gebruikt en door elkaar vloeien. Zijn oeuvre wordt beïnvloed door het dadaïsme.
Op zijn 24ste kreeg hij zijn eerste overzichtstentoonstelling, Arm en erg hard (een anagram van zijn naam), in het M - Museum Leuven te Leuven. In deze expositie toonde hij zijn "conceptuele fietstochten": de fietstocht Wilrijkevorselaarne (van Wilrijk naar Rijkevorsel via Vorselaar naar Laarne), en de fietstocht Uit een Belgisch dal klimmen. (Van het laagste punt in België (de zee) naar het hoogste punt (Signaal van Botrange)).
Herman maakt het programma Vogelen des velds voor de lokale radiozender Radio Centraal.

## Tentoonstellingen
Solotentoonstellingen
- 2014 - Kalisj, Netwerk, Aalst]
- 2014 - Missed Chances (curators: Louise Osieka en Laura Herman), Art Brussels, Brussel
- 2013 - Arm en Erg Hard, M - Museum Leuven
- 2013 - Nioue Ouerquen, Rossi Contemporary, Brussel
- 2011 - Het is weer tijd voor de polonaise, Maes & Matthys Gallery, Antwerpen

Groepstentoonstellingen:
- 2014 - Heyoka (curator: Simon Delobel), Stadslimiet, Antwerpen
- 2014 - Photo de groupe, Rossi Contemporary, Brussel
- 2014 - YOUNGfriendsPLATFORM, Etcetera II, Stedelijk Museum voor Actuele Kunst
- 2013 - Performance Winterreise, Playground Festival, Leuven
- 2013 - Please use the other door, Museumstraat 25, Antwerpen
- 2012 - I Fail Good, Beursschouwburg, Brussel
- 2012 - Un-Scene II (curators: Elena Filipovic en Anne-Claire Schmitz), Wiels, Brussel
- 2011 - You can’t have your cake and eat it, Scheld'apen, Antwerpen
- 2011 - Performance Who’s Afraid of Modern Opera, De Player, Rotterdam
- 2010 - Rafa the magician (curators: Bram Van Damme en Jean-Philippe Convert), Netwerk, Aalst
- 2010 - Hund Gesucht (met Bert Huyghe), Hectoliter, Brussel